# Norma Thrower
Norma Claire Thrower (Adelaide, 5 febbraio 1936) è un'ex ostacolista australiana.

## Biografia
Nel 1956 prese parte ai Giochi olimpici di Melbourne, dove si aggiudicò la medaglia di bronzo negli 80 metri ostacoli. Nel 1958 fu medaglia d'oro ai Giochi dell'Impero Britannico di Cardiff.
Nel 1960 tornò a gareggiare ai Giochi olimpici di Roma, ma fu eliminata in semifinale negli 80 metri ostacoli, mentre la sua squadra fu squalificata nelle batterie di qualificazione della staffetta 4×100 metri. Pochi mesi prima era riuscita a battere il record del mondo degli 80 metri ostacoli con 10"6.
In carriera, tra il 1952 e il 1960 vinse tre medaglie d'oro, un argento e un bronzo ai campionati australiani di atletica leggera.

## Record nazionali
- 80 metri ostacoli: 10"6  ( Brisbane, 26 marzo 1960)

## Palmarès
| Anno | Manifestazione                | Sede      | Evento                | Risultato     | Prestazione | Note              |
| ---- | ----------------------------- | --------- | --------------------- | ------------- | ----------- | ----------------- |
| 1956 | Giochi olimpici               | Melbourne | 80 metri ostacoli     | Bronzo        | 11"25       |                   |
| 1958 | Giochi dell'Impero Britannico | Cardiff   | 80 metri ostacoli     | Oro           | 10"72       | Record dei Giochi |
| 1960 | Giochi olimpici               | Roma      | 80 metri ostacoli     | elim. semif.  | 11"46       |                   |
| 1960 | Giochi olimpici               | Roma      | Staffetta 4×100 metri | elim. qualif. | dq          |                   |